# 90449 Brucestephenson
90449 Brucestephenson è un asteroide della fascia principale. Scoperto nel 2004, presenta un'orbita caratterizzata da un semiasse maggiore pari a 3,0593187 UA e da un'eccentricità di 0,2204672, inclinata di 20,01982° rispetto all'eclittica.